# تايرون الغربية (دائرة انتخابية في المملكة المتحدة)
تايرون الغربية (بالإنجليزية: West Tyrone)‏ هي إحدى الدوائر الانتخابية في المملكة المتحدة الممثلة في مجلس العموم في برلمان المملكة المتحدة.
عضو البرلمان الذي يمثلها حالياً هو :Mr Pat Doherty (SF).